# Bucavu
Bucavu (em francês: Bukavu) é uma cidade da República Democrática do Congo localizada na costa sudoeste do lago Quivu, além de ser a capital da província de Quivu do Sul. Em 2010 foi estimada uma população de 707.053 habitantes.